# Balog Adalbert
Balog Adalbert (Nagykároly, 1973. szeptember 3. –) erdélyi biológus, ökológus, egyetemi tanár.

## Életpályája
A középiskolát szülővárosában végezte, majd a kolozsvári Babeș–Bolyai Tudományegyetem biológia szakán végzett 1997-ben, majd ökológia mesteri szakon 1998-ban.
A Budapesti Corvinus Egyetemen doktorált 2003-ban.
Tézisének címe: Mechanikai és növényvédelmi kezelések hatása holyva együttesekre (Coleoptera: Staphylinidae) gyümölcsültetvényekben.
2002-ben kutatási asszisztens az East Malling Kutatóintézetben (Kent, Anglia), 2002–2003-ban a Sapientia Alapítvány posztdoktori ösztöndíjasa, 2004–2007 az MTA Bolyai János-ösztöndíjasa, 2004-től a Sapientia Erdélyi Magyar Tudományegyetem marosvásárhelyi karának oktatója (2004–2008 adjunktus,
2008–2013 docens, 2013–tól egyetemi tanár). 2016-tól 2024-ig az egyetem tudományos rektorhelyettese. 2019-től az Sapientia Alapítvány Kutatási Programok Intézete vezetőtanácsának elnöke.

## Munkássága
Kutatási témái: ragadozó rovarok (holyvák) ökológiája, faunisztikája, levéltetvek és ragadozóik vizsgálata GMO kultúrákban, látszólagos kompetíció levéltetveknél, predáció hatása a szárnyképződésre és stresszferromon termelődésre levéltetveknél, predátorok által kiváltott gyors tápnövényadaptáció levéltetveknél.

### Könyvei
- Balog A.: Mechanikai és növényvédelmi kezelések hatása holyva együttesekre (Coleoptera: Staphylinidae). Kolozsvár, 2012, 160 o.
- Balog, A., Bálint, J., Kovács L., Kentelky E., Jakab S., Nyárádi I.I., Thiesz R.: Az erdélyi magyar agrároktatás múltja, jelene és jövője, Ed. Niko, Marosvásárhely, 2008, ISBN 978-973-1947-02-0, 100 o.
- Bálint J., Balog A., Nyárádi I.I.: Amit a növényvédőszer hatóanyagokról tudni kell. University Press, Marosvásárhely, 2012, 285 o.

## Tagság
- Román Lepkészegyesület (Kolozsvár)
- Magyar Rovartani Társaság (Budapest)
- Erdélyi Múzeum-Egyesület (Kolozsvár)